# Kommunista Ifjúsági Internacionálé
A Kommunista Ifjúsági Internacionálé (rövidítve KIM vagy ifjúsági Komintern) a Kommunista Internacionálé (Komintern) ifjúsági szervezete volt, amelyet 1919-ben alapítottak Berlinben. Célja az volt, hogy a fiatalokat szervezze a kommunista mozgalom eszméi köré, és előmozdítsa a kommunista világrendszer kiépítését.

## Céljai és tevékenysége
- Ideológiai nevelés: A fiatalokat a marxizmus–leninizmus elvei szerint nevelte és szervezte.
- Nemzetközi összefogás: A világ különböző országaiban működő ifjúsági kommunista szervezetek összekapcsolása és irányítása.
- Antifasiszta harc: Aktív szerepet vállalt az 1930-as években a fasizmus elleni küzdelemben.
- Támogatás a forradalmi mozgalmaknak: Az ifjúsági mozgalmakat a Kommunista Internacionálé stratégiájának részeként irányították.

## Szervezeti felépítése
A KIM központi irányítással működött, Moszkvából koordinálták a tevékenységét. A tagszervezeteket országos szinten szervezték meg, és gyakran együttműködtek a helyi kommunista pártokkal.

## Magyar vonatkozások
Magyarországon a KIM helyi szervezetének szerepét a Kommunista Ifjúmunkások Magyarországi Szövetsége (KIMSZ) töltötte be, amely aktívan részt vett a baloldali és forradalmi mozgalmakban, különösen az 1919-es Tanácsköztársaság idején.

## Megszűnése
A Kommunista Ifjúsági Internacionálé 1943-ban szűnt meg, ugyanabban az időben, amikor a Komintern hivatalosan feloszlott. Ezt követően az ifjúsági kommunista mozgalmakat különböző nemzeti szintű szervezetek vagy újabb nemzetközi csoportosulások irányították.
A szervezet a történelmi kommunista mozgalom egyik fontos eszköze volt az ifjúság ideológiai és politikai mozgósításában.